# Фрёкен Юлия
«Фрёкен Юлия» (швед. Fröken Julie) — пьеса шведского драматурга Августа Стриндберга.
Драма «Фрёкен Юлия» была написана в 1888 году в Дании, где Стриндберг находился с 1887 года, стремясь основать свой собственный «экспериментальный» театр, который бы позволил порвать с театральной рутиной. Стриндберг заранее позаботился о его репертуаре, создав драмы «Отец» и «Фрёкен Юлия». Однако в 1880-е годы никто из крупных театральных деятелей не решался сотрудничать с ним после скандала, которым закончилась премьера пьесы «Отец».
Свою новую пьесу Стриндберг отослал издателю К. О. Боньеру, который, однако, отказался её публиковать. Признавая в письме несомненные достоинства Стриндберга как драматурга, он тем не менее отмечал, что новая пьеса «слишком смелая и слишком натуралистическая». Натуралистической эту пьесу, как и пьесу «Отец», современники считали, потому что здесь была затронута интимная, физиологическая сторона отношений между мужчиной и женщиной. Единственное представление «Фрёкен Юлии» состоялось 14 марта 1889 года в помещении студенческого союза в Копенгагене. Главную роль исполняла жена Стриндберга Сири фон Эссен. Постановка была неудачной: оказались нарушены многие из требований самого Стриндберга. Исполнители главных ролей, как свидетельствовала датская пресса, играли вяло и мелодраматично. В Швеции драма «Фрёкен Юлия» на долгие годы была запрещена цензурой. Лишь с 1906 года её начали с успехом ставить на сценах стокгольмских театров.

## Сюжет
Действие происходит в Иванову ночь. В Иванову ночь на кухне в доме графа кухарка Кристина что-то жарила у плиты. Вошёл лакей Ян с сапогами графа в руках. Кристина ответила, что фрёкен (дочь графа) всегда странная, особенно с тех пор, как расстроилась её помолвка. Ян рассказал Кристине, что видел, как фрёкен Юлия заставляла жениха прыгать через хлыст, а потом била его этим хлыстом, после чего он и сбежал.
Кристина угостила Яна, он заметил, что тарелка не подогрета; затем отказался от пива, потому что предпочитал дорогое графское вино. Кристине не понравилось поведение жениха. Кристина рассказала, что варит снадобье от беременности для собаки фрёкен, которая спуталась с дворовым псом. Они с Яном начали обсуждать Юлию, и тут она вошла в кухню, стала заигрывать с лакеем и увела его танцевать.
Через некоторое время Ян вернулся на кухню и рассказал Кристине, что фрёкен отплясывала, как сумасшедшая. Кристина сообщила, что у фрёкен Юлия месячные, и к тому же она всегда чудная.
Ян обнял Кристину; тут вошла Юлия. Она обиделась, что Ян ушёл. Фрёкен попросила его переодеться из ливреи в сюртук. Выяснилось, что он знает французский и бывал в театрах.
Кристина уснула, а фрёкен с Яном стали пить пиво и разговаривать. Юлия приказала ему поцеловать свою туфельку. Лакей повиновался. Он переживал, что слуги застанут их вдвоём, и тогда фрёкен предложила пойти в сад.
В этот момент сонная Кристина встала и ушла к себе. Ян и Юлия остались наедине. Фрёкен Юлия рассказала, что часто видит сон, где она сидит на высоком столбе и не может слезть. А Ян рассказал, что в его снах он, наоборот, лежит под высоким деревом и мечтает на него забраться, чтобы достать золотые яйца из гнезда на вершине.
Фрёкен попыталась достать из глаза Яна соринку и заметила, что он дрожит. Ян попросил её не забывать, что он мужчина, и не играть с огнём. Она продолжала заигрывать с лакеем. Но, как только тот попытался поцеловать её, дала пощёчину.
Ян обиделся. Потом он рассказал фрёкен историю о том, как в детстве увидел её и влюбился так сильно, что решил умереть. Когда вся семья ушла в церковь, он нарвал бузины, так как знал, что спать под её кустами вредно, набил ветками ларь и лёг там спать. Он всё-таки выжил, но понял, что ему не вырваться из круга, в котором рождён.
Ян и Юлия опять заспорили, и лакей решил отправиться спать. Фрёкен стала уговаривать его пойти кататься на лодке, и тут они услышали, что в кухню идут слуги. Единственное место, где можно было спрятаться — спальня Яна, куда они и отправились.
Слуги пили и танцевали на кухне, потом ушли. Вернулись Ян и Юлия. Они обсуждали план побега в Швейцарию, где Ян мечтал открыть отель. Из разговора было понятно, что между ними была близость, но Ян по-прежнему не решался называть фрёкен «на ты».
Фрёкен спросила Яна, на какие деньги он собирался открыть гостиницу. Выяснилось, что денег нет. Юлия призналась, что у неё тоже нет сбережений. Они поняли, что план провалился. Но остаться дома фрёкен теперь не могла.
Любовники стали ругаться. Фрёкен называла Яна плебеем, он её — шлюхой. Выяснилось, что историю о бузине Ян вычитал в газете и рассказал, чтобы произвести впечатление. Юлия попыталась снова вести себя высокомерно, но лакей осадил хозяйку. Ян и Юлия опять начали обсуждать план побега. Фрёкен разоткровенничалась и рассказала Яну несчастливую историю своей жизни — о матери, которая ненавидела всех мужчин, и о том, что она нежеланная дочь.
Юлия сказала, что тоже ненавидит мужчин, и они с Яном поняли, что их союз не может быть счастливым. Фрёкен предложила бежать и наслаждаться близостью, сколько получится, а потом вместе умереть, но Яну эта идея не понравилась.
Юлия не могла найти выход из ситуации. Если всё оставить, как прежде, их с Яном отношения продолжатся и рано или поздно её позор станет известен всем. Ян предложил ей уехать одной. Она отказалась. Он отправил её собираться и остался в кухне один. Вошла Кристина.
Кристина догадалась о том, что произошло между Яном и фрёкен. Она решила, что им с Яном нужно искать другую работу. Кристина ушла собираться в церковь. Вернулась фрёкен. Она взломала бюро графа и раздобыла денег. Юлия несла с собой клетку с чижиком.
Ян не разрешил ей брать птицу. Юлия отказалась оставлять её. В ярости Ян убил чижика. Фрёкен забилась в истерике и попросила Яна убить и её тоже. Вошла Кристина, и фрёкен внезапно пришла в голову идея взять её с собой. Фрёкен попыталась уговорить Кристину ехать с ними, но скоро сама поняла, что затея невыполнима. Кристина выразила презрение к госпоже, которая вела себя так легкомысленно. Ян принялся защищать фрёкен, они с Кристиной поругались, и та ушла в церковь.
В отчаянии фрёкен спросила у Яна, что ей делать. Он предложил ей умереть. Позвонил граф и попросил у Яна сапоги. Он вот-вот мог увидеть взломанное бюро.
Фрёкен не могла решиться, она попросила Яна приказать ей убить себя. Но и Ян потерял решимость. Он поговорил с графом и снова осознал, что он всего лишь слуга. Тогда Юлия предложила ему представить себя графом и приказать ей. Ян дал ей бритву и приказал перерезать себе горло. Фрёкен решительно вышла за дверь.

## Экранизации
| Год  | Название    | Оригинальное название | Страна                                      | Режиссёр                      | Юлия                   | Ян                    | Кристина             |
| ---- | ----------- | --------------------- | ------------------------------------------- | ----------------------------- | ---------------------- | --------------------- | -------------------- |
| 1912 | Фрёкен Юлия | Fröken Julie          | Швеция                                      | Анна Хофман-Уддгрен           | Манда Бьёрлинг         | Август Фальк          | Карин Александерссон |
| 1919 | Фрёкен Юлия | Júlia kisasszony      | Венгрия                                     | Карой Лайтай                  | Гизи Байор             | Дьюла Чортош          | Ий Кёварине Такач    |
| 1922 | Фрёкен Юлия | Fräulein Julie        | Финляндия                                   | Феликс Бах                    | Аста Нильсен           | Уильям Дитерле        | Кете Дорш            |
| 1946 | Фрёкен Юлия | El pecado de Julia    | Аргентина                                   | Марио Соффичи                 | Амелия Бенсе           | Альберто Клосас       | Аида Лус             |
| 1951 | Фрёкен Юлия | Fröken Julie          | Швеция                                      | Альф Шёберг                   | Анита Бьёрк            | Ульф Пальме           | Мерта Дорфф          |
| 1956 | Фрёкен Юлия | Frøken Julie          | Дания                                       | Габриэль Аксель               | Ингеборг Брамс         | Йорн Еппесен          | Лисбет Мовин         |
| 1956 | Фрёкен Юлия | Miss Julie            | Великобритания                              | Деннис Ванс                   | Май Сеттерлинг         | Тайрон Пауэр          | Морин Прайор         |
| 1959 | Фрёкен Юлия | Senhorita Júlia       | Бразилия                                    |                               | Карминья Брандан       | Фабио Кардозо         | Тереза Ракел         |
| 1960 | Фрёкен Юлия | Frøken Julie          | Норвегия                                    | Арильд Бринкман               | Урда Арнеберг          | Арне Ли               | Рагнхильд Микельсен  |
| 1965 | Фрёкен Юлия | Fräulein Julie        | ГДР                                         | Фриц Борнеман                 | Катя Парила            | Дитер Франке          | Гизела Римплер       |
| 1965 | Фрёкен Юлия | Miss Julie            | Великобритания                              | Алан Бриджес                  | Гуннель Линдблум       | Иан Хендри            | Стефани Бидмед       |
| 1966 | Фрёкен Юлия | Miss Julie            | Канада                                      | Эрик Тилл                     | Ширли Найт             | Нил Маккалум          | Маригольд Чарлсворт  |
| 1967 | Фрёкен Юлия | Neiti Julie           | Финляндия                                   | Эйя-Элина Бергхольм           | Теа Иста               | Вилле-Вейкко Салминен | Тиина Ринне          |
| 1968 | Фрёкен Юлия | Fräulein Julie        | ГДР                                         | Фриц Умгельтер                | Луитгард Им            | Вернер Крайндль       | Марлен Ахтерман      |
| 1969 | Фрёкен Юлия | Fröken Julie          | Швеция                                      | Кеве Ельм                     | Биби Андерссон         | Томми Бергрен         | Керстин Тиделиус     |
| 1970 | Фрёкен Юлия | La señorita Julia     | Испания                                     | Хуан Герреро Самора           | Маргарита Калаорра     | Фернандо Гильен       | Нурия Торрай         |
| 1972 | Фрёкен Юлия | Miss Julie            | Великобритания                              | Джон Гленистер, Робин Филлипс | Хелен Миррен           | Донал Макканн         | Хизер Каннинг        |
| 1973 | Фрёкен Юлия | La Señorita Julia     | Аргентина                                   | Марсело Домингес              | Дора Барет             | Леонор Галиндо        | Марта Гам            |
| 1974 | Фрёкен Юлия | La Señorita Julia     | Аргентина                                   | Алехандро Дориа               | Леонор Бенедетто       | Адриан Гио            | Марилина Росс        |
| 1980 | Фрёкен Юлия | Freule Julie          | Бельгия                                     | Лео Маддер, Жак Сервес        | Дениз Циммерман        | Юбер Дамен            | Кристина Аррас       |
| 1980 | Фрёкен Юлия | Fröken Julie          | Швеция                                      | Биргит Кульберг               | Галина Панова          | Никлас Эк             | Моника Менгарелли    |
| 1984 | Фрёкен Юлия | Juffrou Julia         | ЮАР                                         | Стивен Боувер                 | Аннелиза Вейланд       | Рино Хаттинг          | Аннетте Энгельбрехт  |
| 1984 | Фрёкен Юлия | Mademoiselle Julie    | Франция                                     | Ив-Андре Юбер                 | Фанни Ардан            | Нильс Ареструп        | Брижит Катийон       |
| 1985 | Фрёкен Юлия | Gospodjica Julija     | Югославия                                   | Миленко Маричич               | Соня Савич             | Лазар Ристовски       | Мирьяна Вукойчич     |
| 1986 | Фрёкен Юлия | Miss Julie            | ЮАР, Швеция, Финляндия                      | Боб Хэни, Микаэль Вальфорс    | Сандра Принсло         | Джон Кани             | Нати Рулиа           |
| 1987 | Фрёкен Юлия | Miss Julie            | Великобритания                              | Майкл Симпсон                 | Джанет Мактир          | Патрик Малахайд       | Сара Портер          |
| 1991 | Фрёкен Юлия | Miss Julie            | США                                         | Дэвид Понтинг                 | Элеанор Комегис        | Шон Галушка           |                      |
| 1995 | Фрёкен Юлия | After Miss Julie      | Великобритания                              | Патрик Марбер                 | Джеральдин Сомервилл   | Фил Дэниелс           | Кети Бурк            |
| 1999 | Фрёкен Юлия | Miss Julie            | США, Великобритания                         | Майк Фиггис                   | Саффрон Берроуз        | Питер Маллан          | Мария Дойл-Кеннеди   |
| 2002 | Фрёкен Юлия | Gospodjica Julija     | Югославия                                   | Мирослав Бенко                | Владана Савич          | Павле Петрович        | Ванья Радошевич      |
| 2003 | Фрёкен Юлия | Noite de São João     | Бразилия                                    | Сержио Силва                  | Фернанда Родригес      | Марсело Серрадо       | Дира Паэс            |
| 2005 | Фрёкен Юлия | Julie                 | Франция, Бельгия                            | Венсан Батейон                | Малена Эрнман          | Гарри Маги            | Керстин Авемо        |
| 2005 | Фрёкен Юлия | Slečna Julie          | Чехия                                       | Йиржи Крейчик                 | Маркета Планкова       | Мирослав Шимунек      | Жанета Филипкова     |
| 2009 | Фрёкен Юлия | Miss Julie            | Италия                                      | Майкл Марготта                | Олимпия Марморосс      | Марко Бонини          | Беатриче Орландини   |
| 2011 | Фрёкен Юлия | Julie                 | Дания                                       | Линда Вендель                 | Биргитта Йорт Сёренсен | Рольф Хансен          | Трине Аппель         |
| 2011 | Фрёкен Юлия | Mademoiselle Julie    | Франция                                     | Фредерик Фисбаш, Николя Клоц  | Жюльет Бинош           | Николя Бушо           | Бенедикта Черрути    |
| 2012 | Фрёкен Юлия | Signorina Giulia      | Италия                                      | Феличе Каппа                  | Валерия Соларино       | Вальтер Малости       | Федерика Фракасси    |
| 2013 | Фрёкен Юлия | Julie                 | Швеция                                      | Хелена Бергстрём              | Надя Мирмиран          | Бьёрн Бенгтссон       | Софи Хелледай        |
| 2013 | Фрёкен Юлия | Fröken Julie          | Швеция                                      | Микаэль Берг                  | Наталия Сёдерквист     | Клас Экегрен          | Лина Энглунд         |
| 2014 | Фрёкен Юлия | Miss Julie            | Норвегия, Великобритания, Франция, Ирландия | Лив Ульман                    | Джессика Честейн       | Колин Фаррелл         | Саманта Мортон       |